# Moro (mitologia dels Pirineus)
|  | Per a altres significats, vegeu «Moro» i «Moros (desambiguació) |

El terme moro designa, entre altres accepcions, un personatge present en l'imaginari popular de nombroses zones de la península Ibèrica, especialment als Pirineus (Catalunya, Andorra, Aragó, País Basc) però també a Castella, Galícia i Portugal. Sovint referits en plural, els moros es presenten dins la mitologia dels Pirineus com una mena de gegants o éssers fabulosos i forçuts, d'origen reculat en el temps i anteriors, en tot cas, a la invasió musulmana de la península. La frase «això és del temps dels moros» es fa servir popularment per a expressar una gran antiguitat, una època primitiva. Segons diversos estudiosos, els moros serien en aquests contextos els antics habitants, precristians, de la península ibèrica, una mena d'equivalent dels jentilak de la mitologia basca, i no pas els àrabs (o "sarraïns") que envaïren la península al segle viii.
La toponímia catalana conserva restes d'aquestes antigues creences, amb nombrosos accidents geogràfics anomenats en honor dels moros. Topònims com ara Coll, Mola, Puig, Serra, Tossal o Tuc del Moro (o dels Moros) abunden al llarg del territori. Coves, balmes, fossars, penyes, roques, feixes i cadires dels moros completen la llarga llista. Així mateix, molts monuments megalítics, abrics amb pintures rupestres i jaciments arqueològics neolítics, ibèrics o, fins i tot, romans, són anomenats d'idèntica manera: Cabana del Moro, Caixa del Moro, Torre dels Moros, etc. L'exemple més paradigmàtic n'és la Roca dels Moros del Cogul, a les Garrigues, on hi ha un dels conjunts d'art rupestre més importants de Catalunya.

## Els moros i els musulmans

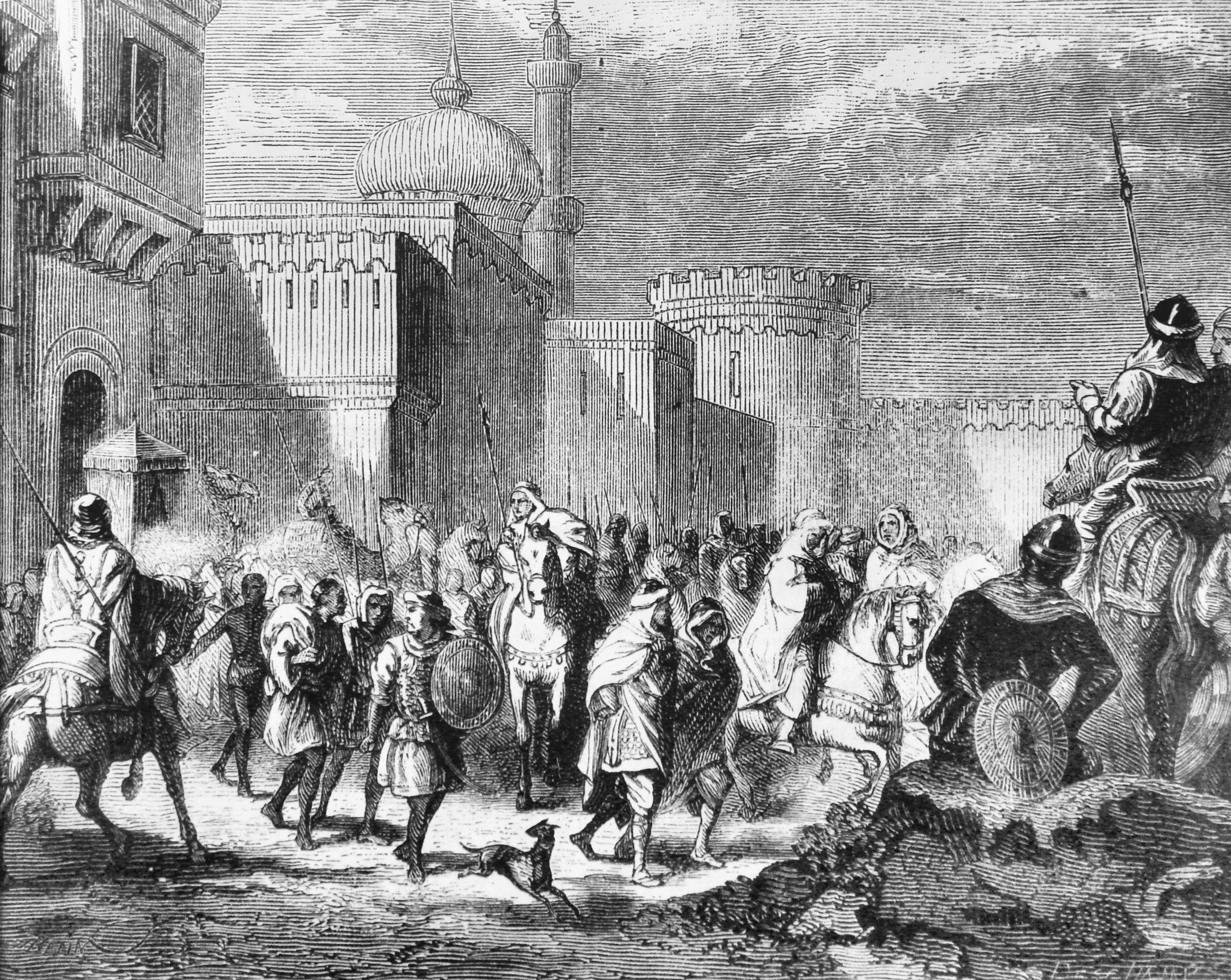
Les tropes musulmanes abandonen Narbona un cop derrotades per Pipí el Breu el 759

A Catalunya s'han transmès secularment llegendes i històries de moros, una mena de relats que han estat interpretats sovint des d'una òptica històrica, encaixats en l'etapa de la resistència dels autòctons contra els invasors musulmans a partir del segle viii. Tanmateix, es dona el cas que la majoria d'aquests relats, així com molts dels topònims en record dels «moros», es troben en zones on els sarraïns no van romandre gaire temps, o ni tan sols no hi van arribar, com és el cas de l'alt Pirineu. Cal pensar que els musulmans, que havien conquerit Narbona el 720, en varen ser expulsats pels francs (així com de tot el Rosselló) el 759. La conquesta carolíngia va seguir avançant amb rapidesa cap al sud i quaranta anys després, els musulmans havien estat empesos fins a l'actual Baix Llobregat: Girona es va retre el 758, Vic i Cardona el 798 i Barcelona el 801. A bona part de Catalunya, doncs, els musulmans no s'hi van estar ni cent anys, el mateix que va passar a l'Aragó i el País Basc.
La mitologia catalana (i pirinenca en general), recull l'etapa històrica de les conquestes dels francs al sud dels Pirineus, que van donar lloc a l'anomenada Marca Hispànica. Rotllà, personatge llegendari que va participar en l'expedició de Carlemany del 778 i va ser mort pels vascons a la batalla de Roncesvalls, és el protagonista de múltiples contes i llegendes. En la majoria se'l presenta com una mena de gegant que lluita contra els moros per a fer-los fora dels Pirineus. Tot i que podria semblar que aquells "moros" eren els àrabs invasors de la península ibèrica, diversos estudiosos dubten de la presència d'aquest poble -si més no, en nombre important- al Pirineu, per la qual cosa tornaríem a estar davant dels moros llegendaris. En realitat, allò que recull la història (per bé que guarnida amb certa fantasia llegendària), és la lluita de Rotllà i els seus exèrcits francs contra un altre poble, en aquest cas molt antic i originari de la zona, el dels vascons (els antecessors dels actuals bascos i gascons). S'ha dit que els vascons, encara pagans i practicants dels costums ancestrals a l'època de Rotllà, haurien rebut en la terminologia popular dels pobles veïns, romanitzats, el nom de "moros", una mena de sinònim de "bàrbars".

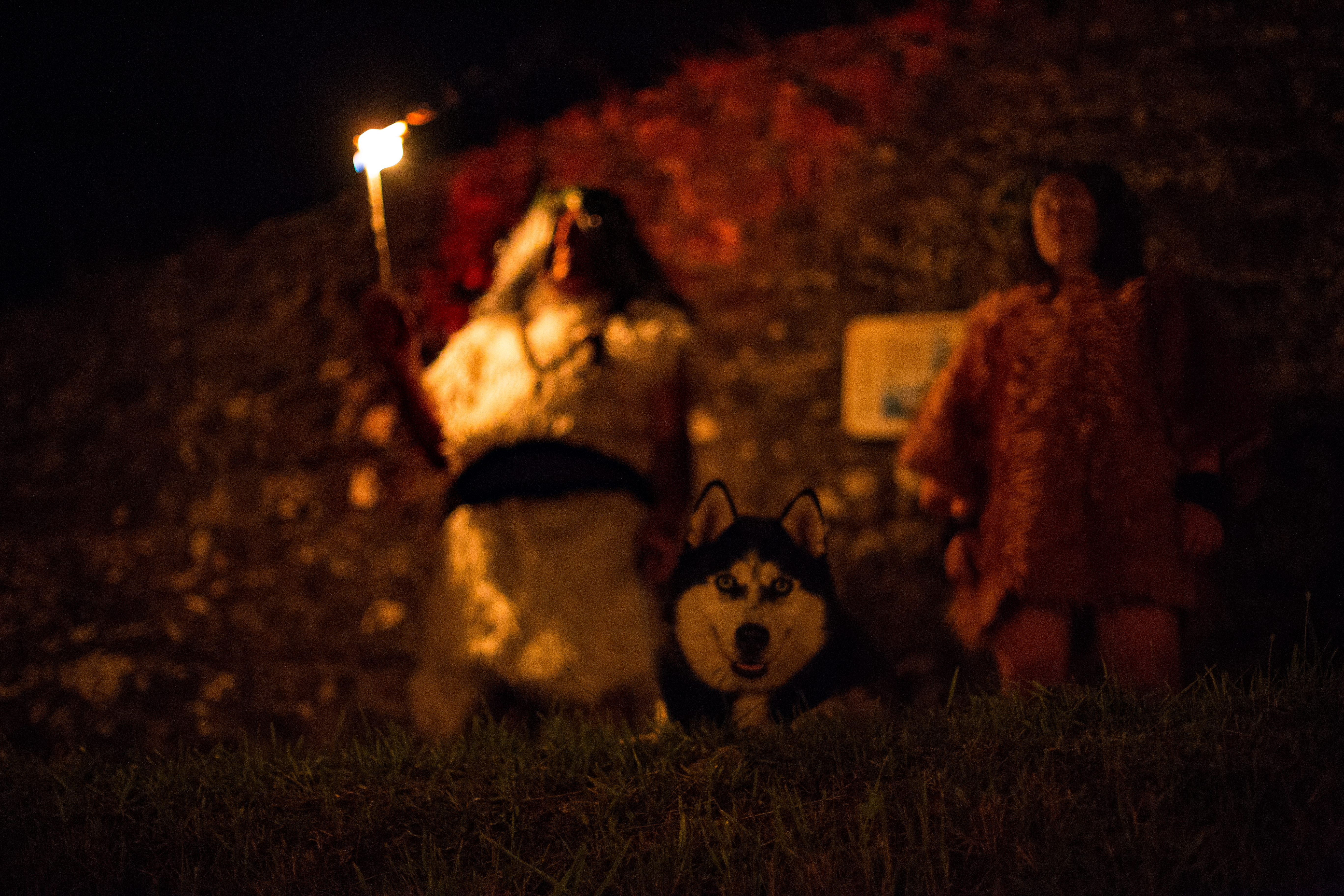
Representació dels jentilak bascos

Al congost de Siscarri, a la vall de Castanesa de l'Alta Ribagorça, per on els àrabs pràcticament no hi van ni passar, hi ha també una Roca dels Moros i un Pont dels Moros. Pep Coll recull una llegenda segons la qual els primers pobladors de la vall i fundadors del poble eren "moros". Vivien en coves excavades a la penya coneguda com a Roca dels Moros, vora el riu. Quan els cristians van arribar a la vall, els moros en van fugir i es van refugiar a la muntanya de Castanesa, en aquella època coberta de bosc espès. Els cristians, veient que era impossible treure'ls dels seus amagatalls, van decidir de calar foc al bosc. Aquest relat podria explicar nombroses lluites llegendàries de cristians contra moros i se'n podria inferir que, en la majoria dels casos, aquells moros no eren altra cosa que els indígenes del país, els "gentils" o pagans, resistint-se a la cristianització/romanització.
Etimològicament, moro ve de mauri, el nom amb què els romans designaven els habitants del nord d'Àfrica (l'antiga Mauretània). A les llegendes basques de la Baixa Navarra, Lapurdi i l'extrem oriental de Guipúscoa, els personatges mitològics coneguts com a "mairu" (variants 'mairi, maru, moru, moro'), jentil, maide, lamin i sorgin són sovint intercanviables o sinònims. En aquestes contrades, el braç -o un os del braç- d'un mairu (mairu beso 'braç de mairu') és una mena de relíquia amb propietats misterioses que serveix per a il·luminar la nit i adormir els habitants de les cases. Sovint es tracta d'un os del braç d'un nen mort abans d'haver estat batejat.
En definitiva, doncs, moro no és només sinònim de musulmà, sinó fonamentalment de precristià. Pel que fa a la mitologia popular es podria concloure que, malgrat que tots els sarraïns són "moros", no tots els "moros" són sarraïns.

## Creences populars

### Al País Basc

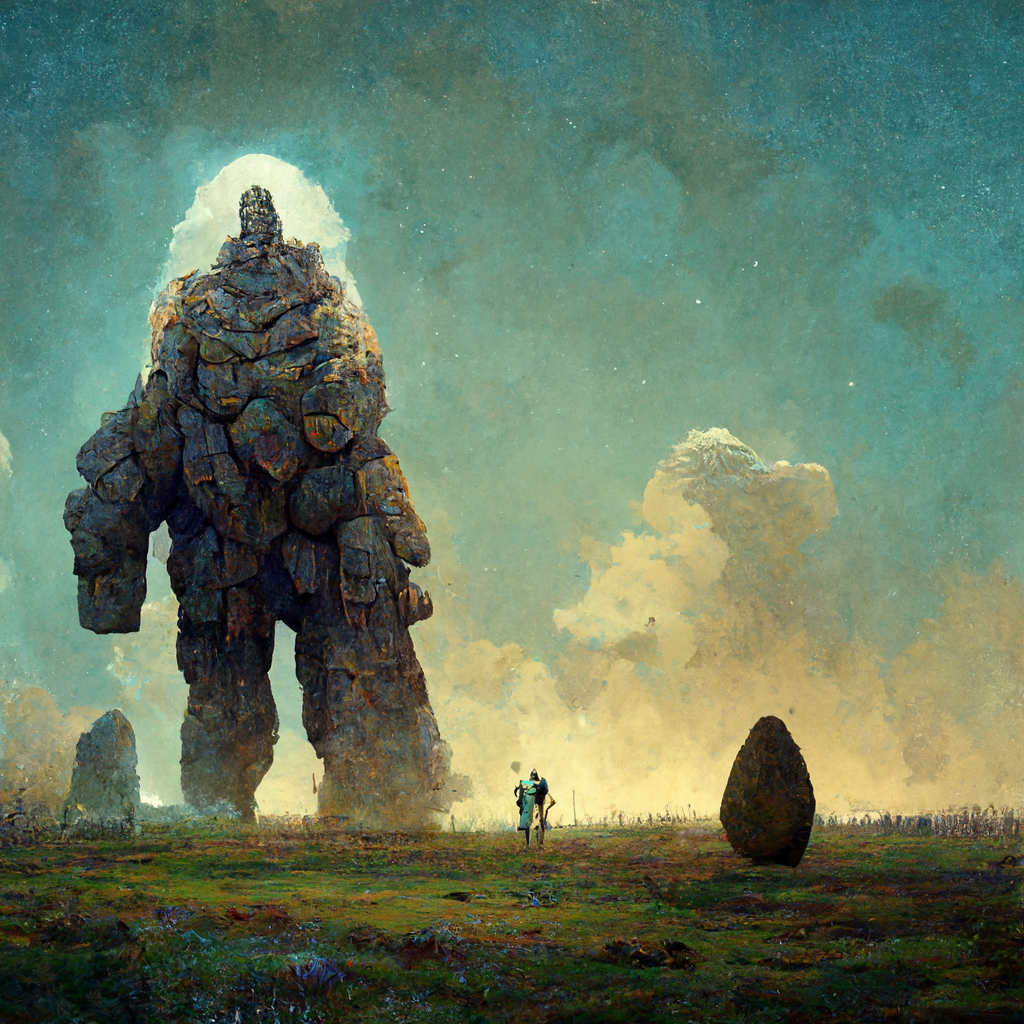
Idealització d'un mairu basc

Dins la mitologia pirinenca en general, els moros són considerats els autors dels nombrosos megàlits existents al llarg de la serralada. Al País Basc, concretament, des del punt de vista del pensament popular, els moros varen ser els autors de quasi totes les construccions antigues, ruïnes o restes prehistòriques. Nombrosos topònims remeten a aquest imaginari, com ara els cims del Murumendi (a Beasain), Murugain (Arrasate) o Moru (Elgoibar), tots tres amb restes arqueològiques d'assentaments de l'Edat del ferro i dos d'ells relacionats amb la mitologia basca (la Murumendiko dama és la personificació de la deessa Mari i al Murugain hi viu l'herensuge, el drac que va donar nom a Mondragón).
En basc, aquests moros són coneguts també, entre altres noms, com a 'mairu' i es confonen sovint dins l'imaginari popular amb els jentilak 'gentils' i les sorginak 'bruixes'. A més a més, el concepte "pagà" es pot expressar en basc tan amb el mot 'mairu' com amb 'moro', 'maide' o 'jentil'. De fet, dins la mitologia basca, l'ambivalència dels termes moro i gentil és absoluta, la qual cosa ajudaria a entendre el sentit dels nombrosos contes de moros que s'expliquen arreu del país, en zones on històricament està provat que els invasors àrabs no s'hi van estar.
Els mairu apareixen als mites bascos sempre en estreta relació amb les lamin ('làmies'), una mena de genis de la natura. Una llegenda recollida per l'estudiós Jean-François Cerquand descriu els mairu com a homes bells, alts i rics que es troben cada setmana amb les làmies i hi celebren orgies i festes a Mendikolanda (Zuberoa). Es diu que Rotllà va expulsar els mairu d'aquella zona.
Atès que l'imaginari popular presenta els mairu com als constructors dels cromlecs i dolmens, aquesta activitat ha donat nom en basc a unes construccions megalítiques especials, els mairubaratz (literalment, "horta de mairu, horta de moros"), una mena de cromlecs o cercles de pedra molt comuns a tot el Pirineu en què hi hauria enterrats els mairu-gentils o certs bruixots, lamin masculins (anomenats intxixu) o els genis nocturns coneguts com a maide. Els mairubaratz es coneixen també amb el nom de jentilbaratz ("horta de gentils") i entre els pastors del Pirineu aragonès, com a "hortes dels moros".

### A Catalunya
A Catalunya, la mitologia popular atribueix als moros moltes de les restes prehistòriques, coves, balmes i megàlits escampats arreu del territori. Antigament, els dòlmens, com passa al País Basc, eren considerats obra de moros i es coneixien popularment com a "cabanes de moro" (a l'Alt Urgell, per exemple, els dòlmens reben encara actualment aquest nom genèric, que apareix documentat ja al segle xvi prop d'Estamariu). Per a la imaginació popular, la construcció d'aquelles grans obres només podia haver estat obra d'éssers fabulosos, gegants i races primitives; en definitiva, de moros. Es creia que aquests es desplaçaven portant al damunt casa seva: una llosa plana sobre el cap i un gran roc sota cada aixella, de manera que quan era hora de dormir, simplement s'ajupien i la cabana quedava enllestida. Segons Joan Amades, arreu de Catalunya «hi ha un gran nombre de megàlits que tenen el mateix nom i la mateixa llegenda».

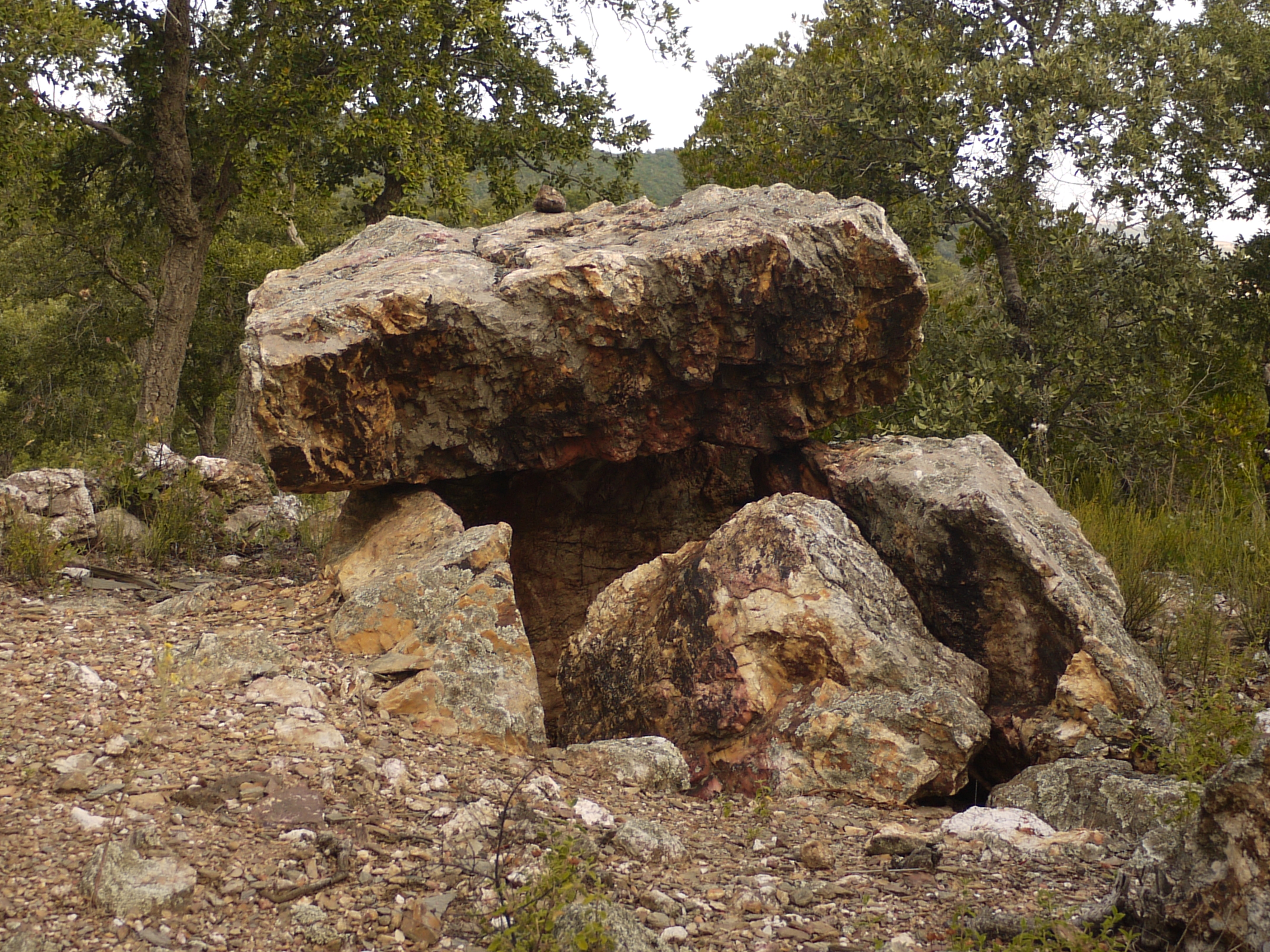
Una Cabana de Moro al Rosselló

Moros, gegants i bruixes estan estretament relacionats dins la mitologia catalana. Molts gegants són tinguts per moros, entre ells el famós "Gegant de la Ciutat", el qual apareix dins l'imaginari popular com a governador de Barcelona en temps dels àrabs (per tant, abans del 801 en termes històrics). La contalla popular diu que un altre gegant, aquest català i natural de Caldes de Montbui, el Fort Farell, en assabentar-se que Barcelona havia caigut sota el poder dels moros va arrencar un pi de soca-rel i es va plantar davant de la ciutat (d'aquesta feta li ve el sobrenom del "Gegant del Pi"). Tot seguit va reptar el governador moro, el Gegant de la Ciutat, a un combat singular i el va matar d'un cop de pi, alliberant així Barcelona dels àrabs. Com a escarni, el cap del gegant moro es va penjar de l'orgue de la catedral de la ciutat. Aquest punt del relat enllaça amb l'antic costum de les carasses de moro, uns caps de cartró o de fusta representant moros, amb barbes llargues i cabells de pèl natural, que s'instal·laven sota els orgues barrocs d'algunes esglésies catalanes, formant part de l'ornamentació i la decoració, i pels volts de Nadal llançaven dolços als nens. Tres esglésies barcelonines tenien orgue amb carassa, entre elles la catedral, però també moltes altres durant els segles XVI, XVII i XVIII, sobretot costaneres i de l’interior: Arenys de Mar, Barcelona, Cadaqués, Castelló d'Empúries, Girona, Manresa, Mataró, Vilafranca del Penedès, etc.
A la mitologia catalana hi ha un altre moro gegant que s'enfronta també amb un heroi llegendari, en aquest cas amb Rotllà: Ferragut. La Fossa del Gegant, un megàlit que hi havia dalt dels estanys de Carançà, a les Gorges del Freser, duia aquest nom en record seu. Molt sovint, els gegants "moros" són la personificació del Mal, a vegades, ocupant fins i tot el lloc del Diable. Dins l'imaginari popular de tota la península ibèrica, l'apòstol Sant Jaume es guanyà el sobrenom de "matamoros" a causa de la seva participació en nombroses batalles contra els invasors, al costat dels cristians. Molts indrets de Catalunya inclouen encara en la seva toponímia el nom d'aquest sant.
Durant la nit de Sant Joan, les fades i les bruixes es reuneixen en aplecs solemnes al voltant dels megàlits, les anomenades "roques dels moros", semblantment al que s'explica dels mairu a Zuberoa. Prop d'Aitona hi ha la Botiga dels Moros, on la llegenda diu que s'hi servien remeis màgics per a guarir totes les malalties.

### A l'Aragó
També a l'Aragó, com s'ha vist, els pastors dels Pirineus anomenen "hortes dels moros" els cercles de pedres megalítics. A més, a la zona hi ha coves que contenen pintures rupestres anomenades "coves de moros", com ara la Cova dels Moros (o del Moro) de l'entrada del canyó d'Añisclo, a la Vall d'Ordesa. A l'Alt Aragó, el record de l'antiga presència dels moros es barreja amb les llegendes de fades, les quals es coneixen com a "mores". La gran quantitat de llegendes de moros a la zona, però, no es correspon amb cap tradició que justifiqui la dominació d'aquell territori pels musulmans durant la invasió de la península. Les llegendes parlen de la seva presència i la vida que portaven per les muntanyes, però no n'hi ha cap que parli de cap invasió.

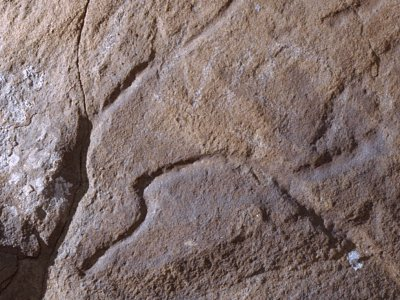
Gravat rupestre d'un cavall a la Cueva del Moro (Tarifa)

Segons l'estudiós Adolfo Castán, les llegendes de moros al Pirineu aragonès tenen una cova per escenari en un 75% dels casos, la qual cosa atribueix a una «reminiscència pagana, potser heretada dels antics ritus màgico-religiosos del Paleolític».

### A Espanya i Portugal
Al llarg del centre i sud d'Espanya, lluny ja dels Pirineus, la procedència de tresors màgics s'atribueix generalment als moros. Si bé en molts casos aquests moros sí que podrien correspondre's amb els àrabs que s'estigueren durant vuit segles per aquells territoris, en molts altres s'aplica la denominació de "moros" de forma genèrica, en referència indeterminada a algun dels pobles que habitaren el territori abans de l'arribada del cristianisme. A Tarifa, Cadis, hi ha la Cueva del Moro, amb importants mostres d'art rupestre meridional.
A Galícia, la cultura popular parla de les mouras, unes dones que tan poden ser benèfiques com cometre les malvestats que s'atribueixen normalment a les bruixes, com ara "menjar nens". Els dòlmens, entre altres noms, es coneixen en gallec com a casa da moura. També és habitual en aquell país atribuir als mouros qualsevol construcció o accident geogràfic (una balma, un clot al camp) d'origen desconegut. A Portugal se sol donar també el nom de pedras de mouro o pedras de moura als dòlmens i als menhirs.

## Toponímia

### Als Països Catalans
Als Països Catalans, els indrets anomenats en record dels moros són molt abundants. En molts casos, aquests topònims estan relacionats amb els moros africans, els reals, com és el cas de les nombroses Torres dels Moros, algunes d'elles edificacions medievals de l'època de la lluita contra els àrabs i altres, torres de guaita de l'edat moderna construïdes al litoral mediterrani per a prevenir incursions de pirates barbarescos. D'altres poden estar també relacionats amb l'època de presència musulmana al territori, especialment al País Valencià i a les Illes Balears, com ara per exemple el Caló del Moro o la Platja del Moro, l'Alqueria del Moro o el Mas del Moro, la Marjal dels Moros, etc.
Tanmateix, la major part dels noms de lloc referits a "moros" no semblen tenir res a veure amb aquest poble africà, sinó més aviat amb els moros mitològics descrits en aquest article, els antics habitants preromans del territori. Tot seguit, una petita mostra d'aquests darrers tipus de topònim ordenada per concepte:
- Cabanes, caixes i fossars:
  - Cabana del Moro, sengles dòlmens a Llauró (Rosselló), la Roca del Vallès i Senterada (Pallars Jussà)
  - Cabana dels Moros, dolmen d'Aspa (Segrià)
  - Caixa del Moro, dolmen de Teulís (Rosselló)
  - Clot del Moro, paratge de Castellar de n'Hug (Berguedà)
  - Fossa dels Moros a Gombrèn (Ripollès)[5]
  - Fossar dels Moros, diversos exemples arreu del territori (Aiguafreda, les Gavarres, Nàquera, Portell de Morella...)
  - Tomba del Moro, sepultura excavada a la roca d'època alt-medieval o anterior a Granera (Moianès)

- Colls, comes i feixes:
  - Coll del Moro a Gandesa (Terra Alta)
  - Collet del Moro, a cavall de Pinós i Riner (Solsonès)
  - Coma dels Moros a Montgrony (Ripollès)[5]
  - Feixa del Moro, jaciment neolític a Juberri (Andorra)

- Coves:
  - Cova del Moro, balma a Bigues i Riells (Vallès Oriental)
  - Cova del Moro, naveta megalítica de Ferreries (Menorca)
  - Coves dels Moros, coves i jaciment arqueològic a Gavasa (Llitera)

- Muntanyes, penyes, roques i tossals:
  - El Moro, punt culminant del Serrat del Moro, a Montserrat
  - Castell dels Moros, sengles muntanyes amb aquest nom a Guardiola de Berguedà i Vilallonga de Ter (Ripollès)
  - Mola del Moro, muntanya a Roquetes (Baix Ebre)
  - Pala del Moro, pala a la Conca de Dalt (Pallars Jussà)
  - Pic dels Moros a Albanyà (Alt Empordà)
  - Puig del Moro, diversos exemples a Olivella (Garraf), el Port de la Selva (Alt Empordà), Sant Feliu de Codines (Vallès Oriental) i Sóller (Mallorca)
  - Puig dels Moros, diversos exemples a Albanyà (Alt Empordà), Corçà (Baix Empordà) i Vallestàvia (Conflent)
  - Puny del Moro, muntanya a Tremp (Pallars Jussà)
  - Penya del Moro a Begues (Baix Llobregat) i Collserola
  - Roca del Moro, muntanya entre l'Albiol, l'Aleixar i la Selva del Camp (Baix Camp)
  - Roca dels Moros al Cogul (Garrigues), Cretes (Matarranya) i Vall de Castanesa (Alta Ribagorça)
  - Tossal del Moro a Batea i Bot (Terra Alta)
  - Tossal dels Moros a La Torre de Cabdella i Sarroca de Bellera (Pallars Jussà)

- Serres:
  - Serra del Moro a Arnes (Terra Alta) i les Planes d'Hostoles (Garrotxa)
  - Serrat del Moro a Montserrat, Castellterçol (Moianès), Clariana de Cardener (Solsonès), Granera (Moianès), Lladurs (Solsonès), Marganell (Bages) i Navès (Solsonès)
  - Serrat dels Moros a Castellcir (Moianès), les Masies de Roda (Osona), Oristà (Lluçanès), Pinell de Solsonès, Torà (Segarra) i Tiurana (Noguera)

- Torres:
  - Torre dels Moros, dolmen a Llanera (Segarra)
  - Torre dels Moros, jaciment romà a Llagostera (Gironès)
  - Torrassa del Moro, torre de guaita romana a la serra del Corredor (Llinars del Vallès)
  - Torrassa dels Moros, torre romànica a Castellcir (Moianès)
  - Torrota del Moro, restes d'una torre romana a Subirats (Alt Penedès)

- Altres:
  - Poblat de Son Moro, jaciment arqueològic prehistòric a la possessió de Son Moro, a Manacor (Mallorca)
  - Torrent des Moros a Tossa de Mar (la Selva)

### Al País Basc
Com s'ha vist, el terme "Mairu" és l'equivalent de "Moro" en la mitologia basca. Al llarg del País Basc n'hi ha abundants topònims:
- Mailarreta i Mairuilarrieta ("el pedregar de Mairu"), conjunt de cromlecs a Otsondo-Mondarrain (Navarra)
- Mairubaratz ("horta de Mairu"), nom popular -al costat de 'Jentilbaratz'- genèric per als conjunts de cromlecs, escampats per tot el país[29]
- Mairubide ("camí de Mairu") prop de Manurga (Àlaba)
- Mairuburueta ("cims de Mairu") a Akosta (Àlaba)
- Mairuelegorreta ("les terres seques de Mairu"), vora les coves de Gorbeia (entre Àlaba i Biscaia)
- Mairuetxe ("casa de Mairu"), conjunt de menhirs al Buluntza, dolmen a Mendibe (Baixa Navarra) i a Okabe (Navarra)
- Mairuillarri ("tomba de Mairu"), conjunt de cromlecs a Zugarramurdi (Navarra)
- Mairumendia ("la muntanya de Mairu") a Artajona (Navarra), anomenada actualment Marinundia

La llengua basca fa servir el terme mairu per a designar algunes plantes (Mairu-artxan 'aranyoner de Mairu', Mairu-ilhar i Mai-ilar 'pèsol de Mairu') i també per a definir la conducta salvatge, el fet de captenir-se de forma salvatge i sense polir: Mairukeri (relacionant de nou, doncs, el concepte de moro-mauri amb els antics precristians o gentils, la forma de vida dels quals era menys "civilitzada" i mantenia una plena harmonia amb la natura).

### A altres zones
- Cova dels Moros, cova a l'entrada del Canyó d'Añisclo (Aragó)
- Cueva del Moro, cova amb pintures rupestres a Tarifa (Andalusia)
- Pico Os Moros, nom popular a l'Aragó del Balaitús (3.144 m), al Parc Nacional dels Pirineus
- Praia del Mouro, platja a Navia (Astúries)